# Unterrißdorf
Unterrißdorf ist ein Ortsteil der Lutherstadt Eisleben im Landkreis Mansfeld-Südharz in Sachsen-Anhalt.

## Geographie
Unterrißdorf ist eine ehemals selbständige Gemeinde 4 km östlich von Marktplatz Eisleben. Sie gehört seit dem 1. Januar 2006 als Ortsteil zur Lutherstadt Eisleben.
Der Ort liegt am Nordrand einer Senke, auch als Eisleber Becken bezeichnet. Im Windschatten des Harzes gelegen, im Süden durch den Hornburger Sattel geschützt, ist die Ortslage vergleichsweise niederschlagsarm. Der Jahresniederschlag liegt bei 450 – 500 mm Niederschlag pro Jahr. Die Hauptwindrichtung ist NW. Am Südrand des Ortes fließt die Böse Sieben, ein kleiner Bach, der bei Lüttchendorf in den Süßen See mündet. Die Nähe zum See begünstigt ein relativ mildes Klima.

## Geschichte
Bronzezeitliche Spuren finden sich im Depot von Unterrißdorf.
In einem zwischen 881 und 899 entstandenen Verzeichnis des Zehnten des Klosters Hersfeld wird Rißdorf  als zehntpflichtiger Ort Risdorpf im Friesenfeld erstmals urkundlich erwähnt.
Zwischen Unterrißdorf und Wormsleben lag einst die Wüste Dorfstätte Richersdorf.

## Sehenswürdigkeiten
- Die Dorfkirche von Unterrißdorf, St. Liudger und Maternus, ist ein spätromanischer Bau und wird auf 1180/1190 (Turm, Kirchenschiff vor 1500) datiert.[2] Der Altar ist spätgotisch, im nicht näher datierten Taufstein in Form eines vierzehneckigen Prismas befindet sich ein altes Messingbecken, in dessen Mitte das Gotteslamm mit Kreuzfahne abgebildet ist. Die Kanzel wurde als Mittelpunkt neu eingefügt. 1975–1977 fanden innen umfangreiche Bausanierungen statt, 2004/2009 eine aufwändige Dacherneuerung. Die 1841 von Voigt[3] aus Polleben (Bulleben) erbaute Orgel wurde 2001 umfassend instand gesetzt und 2010 noch einmal überholt.[4][5]
- Gemeinschaftsgrab auf dem Ortsfriedhof für eine unbekannte Zahl von KZ-Häftlingen eines Todesmarsches aus dem Außenlager Wallhausen, die im April 1945 in einer Sandgrube von SS-Männern erschossen und dort verscharrt wurden, ehe sie auf dem Friedhof ihre letzte Ruhestätte bekamen.

## Politik

### Bürgermeister
Die letzte ehrenamtliche Bürgermeisterin, Monika Drescher, wurde am 6. Mai 2001 gewählt.

## Wirtschaft und Infrastruktur

### Verkehr
- Zur Bundesstraße 80, die Sangerhausen und Halle (Saale) verbindet, sind es in südlicher Richtung ca. 2 km.
- Der nächstgelegene Bahnhof befindet sich in Eisleben.
- Den Flughafen Leipzig/Halle erreicht man in ca. 45 min über die A 38 und die A 9.